# Nikolaus Pacassi
Nikolaus Pacassi, avstrijski arhitekt, * 1716, † 1790.

## Dela
- Palača Attems Petzenstein, Gorica
- Schönbrunn, Avstrija